# Thongchai McIntyre
Thongchai McIntyre (thajsky ธงไชย แมคอินไตย์) (* 8. prosince 1958, Bangkok) známý jako Bird Thongchai, je thajský zpěvák a herec, který je považován za průkopníka[zdroj?] žánru elektronický pop. V roce 1983 se stal zpěvákem pod GMM Grammy. V roce 2002 spolu s Jinatarou Poonlarpovou, Meriou Bernattyovou, Katterynou Englishovou nahráli společné album Chud Rab Kaek.

## Diskografie

### Alba
- 1990 – Boomerang
- 1991 – Phrik Khee Noo
- 2002 – Chud Rab Kaek
- 2006 – Asar Sanuk

## Filmografie
- 1990 – Koo Kham
- 1993 – Wan Nee Thee Ro Koai
- 1993 – Kol Kimono